# New Pokémon Snap
New Pokémon Snap (New ポケモンスナップ, Nyū Pocket Monsters Sunappu) é um jogo eletrônico de simulação em primeira pessoa 2021 on-rails desenvolvido pela Bandai Namco Studios e publicado pela Nintendo e The Pokémon Company para o Nintendo Switch. É uma sequência do jogo Pokémon Snap de 1999 para Nintendo 64. Anunciado em junho de 2020, foi lançado em 30 de abril de 2021. Os jogadores viajam na região de Lental usando um hovercraft on-rails e pesquisam Pokémon fotografando-os.

## Jogabilidade
Em New Pokémon Snap, o jogador é um fotógrafo Pokémon, que visita várias ilhas na região de Lental para auxiliar nos estudos de pesquisa do Professor Mirror e seus assistentes Rita e Phil. O laboratório de pesquisa localizado na região de Lental é denominado Laboratório de Ciências Ecológicas e Naturais (L.E.N.S.). Tirar fotos ajuda o jogador a construir um compêndio chamado Fotodex; o título apresenta mais de 200 Pokémon diferentes para o usuário retratar. Além de adicionar imagens ao Fotodex, o jogador também ajuda a pesquisar o fenômeno Lumini, que faz com que Pokémon e plantas adquiram um brilho especial.
Para cada expedição de pesquisa, o usuário viaja em um hovercraft ferroviário, o NEO-ONE (uma versão atualizada do ZERO-ONE do Pokémon Snap), para fotografar Pokémon com segurança em seus ambientes naturais. Esses habitats incluem selvas, desertos e praias, que se pode visitar durante o dia ou a noite para examinar diferentes tipos de Pokémon. Cada foto que toma o jogador é avaliado pelo Professor Mirror em uma escala de uma a quatro estrelas, levando em consideração aspectos como a composição da cena, a proximidade do Pokémon e se ele está na frente da câmera ou não. Os jogadores podem escolher salvar essas fotos no Fotodex, que pode conter até quatro imagens de cada Pokémon (uma em cada classificação). Conforme os usuários tiram fotos de melhor qualidade, eles ganham Pontos de Expedição, que servem para melhorar o nível de investigação de cada área da região. Níveis mais altos de pesquisa abrirão mais níveis para explorar nessa área.
Para obter um visual melhor, o jogador é incentivado a usar várias ferramentas para gerar reações de Pokémon que raramente são vistas na câmera. Para atrair Pokémon, os usuários podem usar uma fruta chamada branca, ou tocar uma música que pode fazer alguns Pokémon dançarem. Eles também podem lançar um orbe para fazer o Pokémon brilhar. Orbs servem não apenas para ajudar o usuário a tirar fotos à noite, mas também para alterar potencialmente o comportamento de um Pokémon. Dependendo da criatura, o orbe pode ajudar a acordar Pokémon adormecidos ou até mesmo animá-los. Também é possível encontrar Pokémon escondidos na área usando a câmera para procurá-los.
Seguindo a classificação do Professor Mirror, os jogadores podem retocar suas fotos usando o recurso Photo Plus. Isso permite ao usuário alterar parâmetros como zoom, desfoque ou brilho, bem como adicionar filtros de fotos, molduras e adesivos. Essas imagens editadas podem ser salvas em um álbum de fotos pessoal separado do Fotodex. Os jogadores podem fazer upload de suas fotos online para compartilhar com outras pessoas, que por sua vez podem ajudar suas fotos favoritas a aparecerem no jogo, para tema gosto.

## Desenvolvimento
New Pokémon Snap foi desenvolvido por Bandai Namco Studios e é publicado por The Pokémon Company e Nintendo. A Bandai Namco já havia desenvolvido o jogo de luta Pokémon Pokkén Tournament, no qual os Pokémon eram representados como parte de um mundo interconectado, coexistindo com humanos. De acordo com o diretor do jogo Haruki Suzaki, que dirigiu os dois títulos, foi essa representação de Pokémon que ajudou o estúdio a ganhar a oportunidade de trabalhar em New Pokémon Snap.
A visão de Suzaki para o jogo era manter a jogabilidade básica do original, enquanto adicionava novos recursos que refletiam como as pessoas atualmente interagem com as fotos. Ele explicou: "O resultado é um jogo simples de tirar fotos em um mundo onde os Pokémon estão vivos e bem na natureza, mas ao mesmo tempo há uma variedade de maneiras contemporâneas de brincar com a fotografia."
Foi anunciado durante a apresentação Pokémon Presents em 17 de junho de 2020 e está planejado para lançamento no Nintendo Switch. Em 14 de janeiro de 2021, a Nintendo anunciou que o jogo seria lançado em 30 de abril daquele ano.